# Кодагу (язык)
Кодагу (кодава) — язык, относящийся к дравидийской семье языков. Количество говорящих — 241 000 человек. Распространён в Индии в штате Карнатака в районе Кодагу. Используется письменность каннада.